# Lopus decolor
Lopus decolor ist eine Wanzenart aus der Familie der Weichwanzen (Miridae).

## Merkmale
Die Wanzen dieser Art werden 3,8 bis 4,8 Millimeter lang. Sie haben eine gelb-gräuliche Grundfarbe und einen langgestreckten, ovalen Körper. Der Kopf trägt an den Facettenaugen angrenzend zwei dunkle Flecke, die Tarsen sind komplett schwarz. Die Art ähnelt Amblytylus nasutus. Die Männchen sind meist voll geflügelt (makropter), die Weibchen haben zurückgebildete (brachyptere) Hemielytren.

## Vorkommen und Lebensraum
Die Art kommt in ganz Europa vor und fehlt nur im östlichen Mittelmeerraum. Sie wurde durch den Menschen in Nordamerika und Neuseeland eingeschleppt. In Deutschland ist sie weit  verbreitet und kommt vor allem in den Geestgebieten im Norden häufig vor und kann dort auch Massenauftreten bilden. Aus Österreich gibt es nur vereinzelte Nachweise, sie ist aber vermutlich weit verbreitet.
Besiedelt werden grasreiche, trockene und warme, halbschattige Lebensräume mit sandigen Böden, beispielsweise lichte Kiefernwälder, aber auch Küstendünen mit starker Windexposition.

## Lebensweise
Die Wanzen leben an verschiedenen Süßgräsern (Poaceae), insbesondere an Straußgräsern (Agrostis) und Draht-Schmiele (Deschampsia flexuosa). Nymphen und adulte Wanzen saugen vor allem an den unreifen Samen der Gräser, wo sie durch ihre Färbung gut getarnt sind. Die Imagines kann man ab Ende Juni/Anfang Juli bis in den August, gelegentlich auch im September beobachten. Die Weibchen stechen ihre Eier in den Hohlraum im Mittelteil der Stängel ihrer Wirtspflanzen.

## Belege